# Limopsis aurita
Limopsis aurita är en musselart som först beskrevs av Brocchi 1814.  Limopsis aurita ingår i släktet Limopsis och familjen Limopsidae. Inga underarter finns listade i Catalogue of Life.
Fossil (Miocen)

Höger klaff
Vänster klaff